# Microtus evoronensis
Microtus evoronensis е вид бозайник от семейство Хомякови (Cricetidae).

## Разпространение
Видът е разпространен в Русия (Хабаровск).